# Clara Zetkin
 Clara Zetkin (Született: Clara Eissner, Wiederau, 1857. július 5. – Arhangelszkoje, Moszkvai terület, Szovjetunió, 1933. június 20.) német szocialista politikus és nőjogi harcos. 1917-ig Németország Szociáldemokrata Pártjának aktív tagja volt, ezután a Németország Független Szociáldemokrata Pártjához (USPD) csatlakozott, annak is a szélsőbaloldali szárnyához, a Spartakus-csoporthoz, melyből később a Németország Kommunista Pártja (KPD) kialakult. Ezen párt színeiben volt képviselő a Reichstagban a Weimari köztársaság idején 1920 és 1933 között.

## Élete

### Ifjúkora

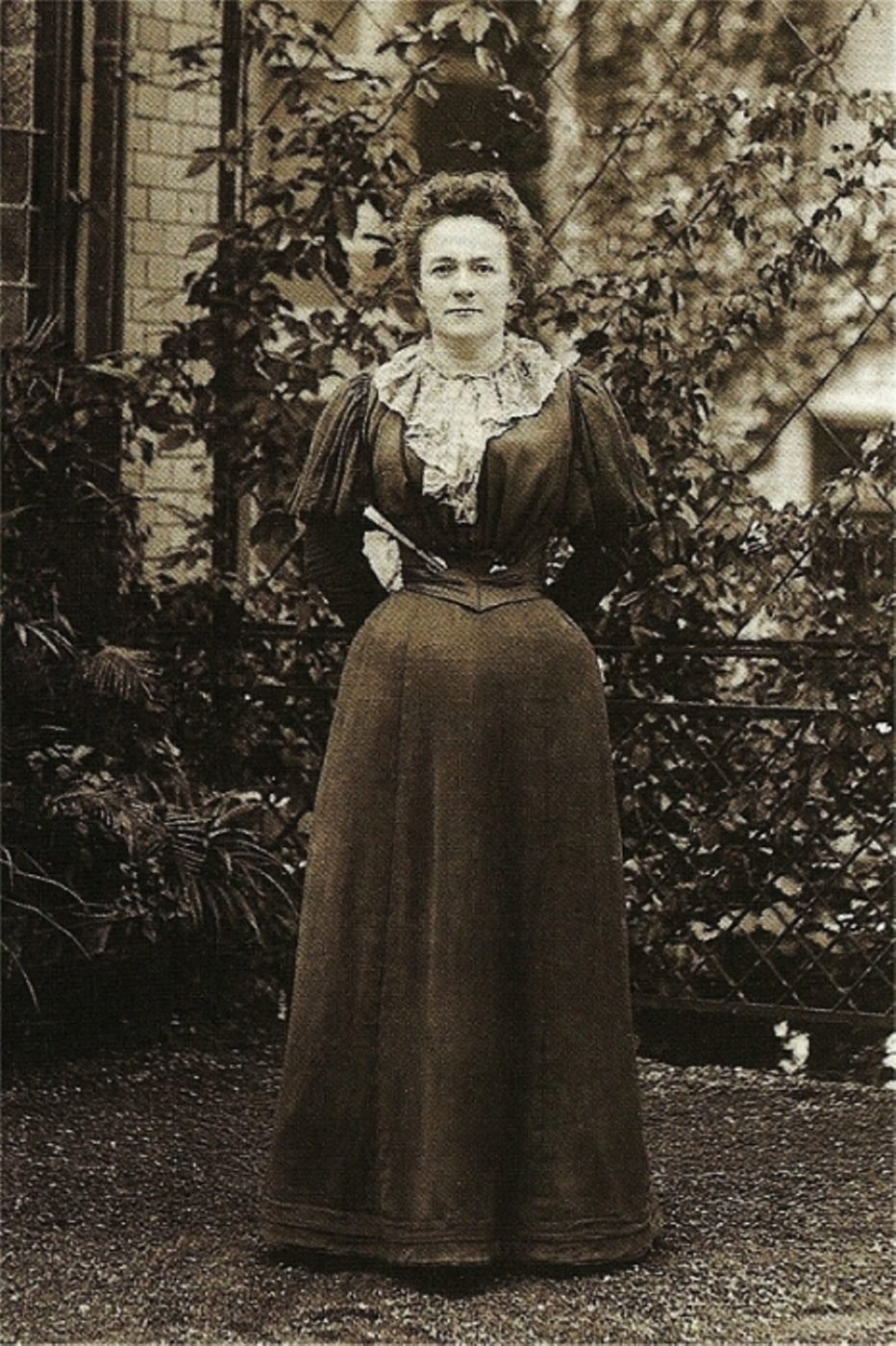
Clara Zetkin 1897-ben

A szászországi Wiederauban született. Tanárnak tanult, 1874-től kezdve kapcsolatokat épített ki a német nőjogi mozgalommal és a munkásmozgalommal. 1878-ban csatlakozott a Szocialista Munkáspárthoz (Sozialistische Arbeitpartei, SAP). Ezt a pártot 1875-ben alapították, két korábbi párt egybeolvadásának gyümölcseként. Az egyik az ADAV volt, amit Ferdinand Lassalle alapított, a másik pedig az SDAP, melyet August Bebel és Wilhelm Liebknecht hoztak létre. 1890-ben nevüket Német Szociáldemokrata Pártra (SPD), változtatták.

### Pályafutása
Mivel Bismarck 1878-ban betiltotta a szocialista mozgalmakat, 1882-ben Zetkin Zürichbe ment, majd később Párizsban élt. Párizsban töltött ideje alatt fontos szerepet játszott a II. Internacionálé nevű nemzetközi szocialista szervezet létrehozásában. Ekkoriban vette fel társa, egy orosz-zsidó forradalmár Ossip Zetkin nevét. A férfitól egyébként a későbbiekben két fia született. Később hozzáment Georg Friedrich Zundelhez, a híres művészhez, akinek 1899-től 1928-ig volt felesége.
Az SPD-ben Zetkin és nagyon közeli barátja és elvtársa, Rosa Luxemburg voltak a fő figurái a szélsőbaloldali forradalmi szárnynak. Vele együtt támadta Eduard Bernstein revizionista nézeteit. Zetkint érdekelték a nők politikai jogai, harcolt az egyenlő lehetőségekért és a nők választójogáért. Ő a megalapítója a szociáldemokrata női mozgalomnak Németországban. 1891-től 1917-ig ő szerkesztette az SPD nőknek szóló újságját, az „Egyenlőség”-et (Die Gleichheit). 1907-ben ő lett a vezetője az SPD újonnan alapult női tagozatának. Ő hozta létre az első nemzetközi nőnapot, 1911. március 8-án.
Az első világháború alatt Zetkin, Karl Liebknecht, Rosa Luxemburg és egyéb befolyásos SPD párti politikusok visszautasították a párt „Burgfrieden" politikáját (vagyis azon szerződés betartását, melyet a kormánnyal írtak alá, és arról szólt, hogy tartózkodnak a háború alatt minden sztrájktól). Egyéb háborúellenes aktivistákkal együtt Zetkin rendezett egy nemzetközi szocialista női háborúellenes konferenciát Berlinben 1915-ben. Háborúellenes nézeteiért többször letartóztatták a háború alatt.
1916-ban Zetkin egyike volt a Spartakus-csoport (Spartakusgruppe), majd 1917-ben a Németország Független Szociáldemokrata Pártja (Unabhängige Sozialdemokratische Partei Deutschlands – USPD) alapítóinak. A németországi novemberi forradalom után a Németország Kommunista Pártja (Kommunistische Partei Deutschlands – KPD) alapító tagja, és 1920-tól 1933-ig parlamenti képviselője a Reichstagban. Interjút készített Leninnel a nőket érintő kérdésekről.
1924-ig Zetkin a KPD Központi Irodájának tagja volt, 1927-től 1929-ig pedig a párt Központi Bizottságának tagja. 1921 és 1933 között a III. Internacionálé vagyis a Komintern végrehajtó bizottságának tagja volt. 1925-ben a német baloldali szolidaritási szervezet, a Németországi Vörös Segély (Rote Hilfe Deutschlands) elnökévé választották. 1932 augusztusában a Reichstag rangidős házelnökeként felszólította az embereket, hogy harcoljanak a nemzetiszocializmus ellen.

### További élete
Mikor 1933-ban Adolf Hitler és a Nemzetiszocialista Német Munkáspárt hatalomra kerültek, a Reichstag felgyújtása után a Német Kommunista Pártot kitiltották a parlamentből. Zetkin, ezúttal utoljára, száműzetésbe vonult, mégpedig a Szovjetunióba. Moszkva közelében, Arhangelszkojéban, az egykori főnemesi birtokon halt meg 1933. június 20-án, közel 76 évesen. Moszkvában temették el, urnáját a Kreml falában helyezték el.

## Művei

### Magyar nyelven
- Emlékezések Leninre; Szovjetunióban Élő Külföldi Munkások Kiadóvállalata, Moszkva, 1931 ("Sarló és kalapács" könyvtára)
- Emlékezések Leninre Lenin beszélgetése Clara Zetkinnel a nők helyzetéről. Részlet Clara Zetkin könyvéből; Szikra, Bp., 1948
- Az élet frontján akarok harcolni. Válogatott írások és beszédek; ford. Aczél János; MNDSZ, Bp., 1956
- Visszaemlékezések Leninre; ford. Z. Vidor Emma; Kossuth, Bp., 1957
- Válogatott beszédek és írások, 1. 1889-1917; bev. Wilhelm Pieck, ford. Horváth Vera; Kossuth, Bp., 1961

### Idegen nyelven
- Clara Zetkin: Selected Writing, Clara Zetkin, 1991 ISBN 0-7178-0611-1
- Clara Zetkin as a Socialist Speaker Dorothea Reetz, 1987 ISBN 0-7178-0649-9
- On the History of the German Working Class Women's Movement Clara Zetkin, Alan Freeman (introduction) ISBN 0-7453-0453-2

## Képgaléria

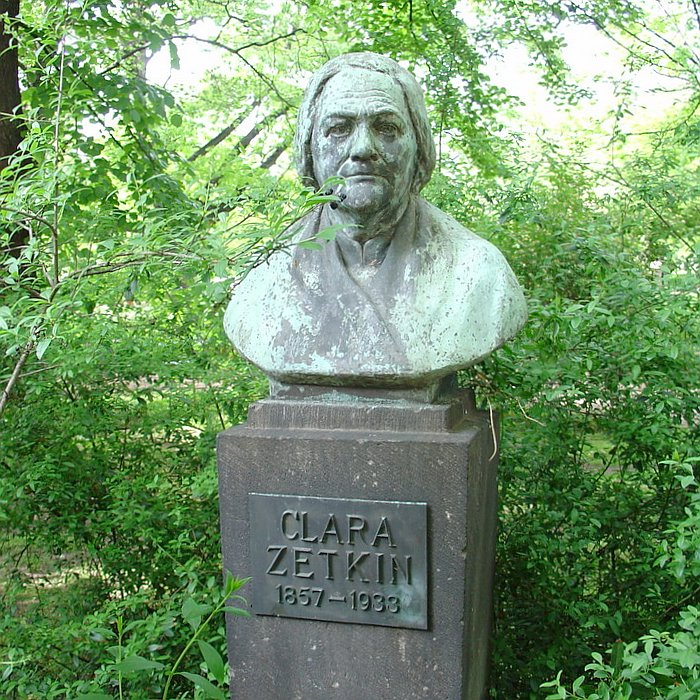
Szobra Drezdában